# روبن برنوسیو
روبن برنوسیو (انگلیسی: Rubén Bernuncio; ۱۹ ژانویهٔ ۱۹۷۶ – ۱۸ ژوئیهٔ ۱۹۹۹) بازیکن فوتبال اهل آرژانتین بود.
از باشگاه‌هایی که در آن بازی کرده‌است می‌توان به باشگاه ورزشی سن لورنسو آلماگرو، باشگاه فوتبال بوسان ای‌پارک، و باشگاه فوتبال آرژانتینوس جونیورز اشاره کرد.